# Emilia Fester
Emilia Johanna „Milla“ Fester (* 28. April 1998 in Hildesheim) ist eine deutsche Politikerin (Bündnis 90/Die Grünen). Sie war Mitglied des 20. Deutschen Bundestages.

## Leben
Emilia Fester entstammt einer Theaterfamilie. Ihr Vater Florian Brandhorst ist Schauspieler und Chorleiter, ihre Mutter Andrea Fester Schauspielerin und Co-Leiterin des Theaterpädagogischen Zentrums Hildesheim. Fester besuchte die Robert-Bosch-Gesamtschule in Hildesheim. Nach dem Abitur im Jahr 2017 zog sie nach Hamburg. Dort arbeitete sie als freischaffende Regieassistentin im Kinder- und Jugendtheater und bewarb sich erfolglos auf einen Studienplatz an der Hochschule für Musik und Theater Hamburg. Von 2018 bis 2019 arbeitete sie als Regieassistentin und Bühnenhelferin am Jungen Schauspielhaus Hamburg.
Fester hat sich im September 2022 als zweites Mitglied des Deutschen Bundestages nach Ricarda Lang zu ihrer Bisexualität bekannt.

## Politik
Fester wurde 2016 Mitglied der Grünen im Landesverband Niedersachsen und unterstützte im Bundestagswahlkampf 2017 den Direktkandidaten im Wahlkreis Cuxhaven – Stade II und den Spitzenkandidaten der Grünen Jugend in Niedersachsen, Marcel Duda. 2018/2019 wurde sie in Hamburg zur Landessprecherin der Grünen Jugend gewählt. Bis 2021 war sie frauenpolitische Sprecherin der Grünen Hamburg und Mitglied des Landesvorstandes. Zur Bundestagswahl 2021 wurde sie auf Platz 3 der Landesliste der hamburgischen Grünen und am 26. September 2021 über die Landesliste als Abgeordnete in den Deutschen Bundestag gewählt. Das Direktmandat verpasste sie mit 23,7 % und unterlag damit dem Wahlkreisgewinner Falko Droßmann, der 33,4 % der Erststimmen auf sich vereinigen konnte. Fester war zunächst die jüngste Abgeordnete im 20. Deutschen Bundestag, bis am 1. Januar 2023 Emily Vontz (SPD) für Heiko Maas in den Bundestag nachrückte.
Sie war ordentliches Mitglied im Bundestagsausschuss für Familie, Senioren, Frauen und Jugend, im Unterausschuss Bürgerschaftliches Engagement und in der Kinderkommission des Deutschen Bundestages. Sie war stellvertretendes Mitglied im Ausschuss für Kultur und Medien sowie im Ausschuss für Umwelt, Naturschutz, nukleare Sicherheit und Verbraucherschutz.
Bei der vorgezogenen Bundestagswahl 2025 verfehlte Fester das Direktmandat und unterlag erneut ihrem SPD-Kollegen Falko Droßmann. Auch Platz 4 der Landesliste reichte nicht für den Wiedereinzug in den 21. Deutschen Bundestag.

## Politische Positionen
Fester nennt als wichtigste Themen unserer Zeit Überwindung der Klimakrise, gerechte Verteilung der Ressourcen, Anerkennung und Reparation der Schäden durch Kolonialismus und kapitalistische Ausbeutung in der nicht-westlichen Welt und die Schere zwischen Arm und Reich zu schließen sowie Hartz IV durch ein gerechtes Sozialsystem zu ersetzen.
Sie befürwortet klimapolitisch die Einführung einer CO₂-Steuer und einer Klimadividende. Sie unterstützt den Vorschlag zur Einführung eines Klimapasses für Umweltflüchtlinge. Die Gleichstellung zwischen Männern und Frauen möchte sie durch „Frauenempowerment“ und durch die Bekämpfung des Gender-Pay-Gap voranbringen. Hierfür soll die Entgelttransparenz gestärkt werden. In ihrer ersten Rede im Bundestag am 17. März 2022 sprach sie sich während der COVID-19-Pandemie für eine allgemeine Impfpflicht aus, wie sie mit dem Gruppenantrag auf der Bundestags-Drucksache Nummer 20/899 beantragt wurde, und begründete dies mit dem Vorrang der „kollektiven Freiheit“ vor der Freiheit des Einzelnen sowie dem Wiedererlangen der Freiheit aller. Dabei behauptete sie wahrheitswidrig, in den vergangenen zwei Jahren nicht im Ausland gewesen zu sein, außerdem beklagte sie, nicht an der Uni gewesen zu sein, verschwieg dabei aber, dass sie dort gar nicht eingeschrieben war.
Sie setzt sich für ein allgemeines, altersunabhängiges Wahlrecht bereits für Kleinkinder ein.
Fester sagte am 28. September 2024 nach für die Grünen schlechten Wahlergebnissen bei Landtagswahlen, sie finde „es völlig absurd, in einer Zeit, in der rechte Parteien die Regierung in mehreren Ländern stellen wollen, nicht das Thema Rechtsextremismus und den Schutz unserer Demokratie zu diskutieren, sondern – schon wieder – über Asylgesetzgebung.“